# Jaïro Riedewald
Jaïro Riedewald, född 9 september 1996 i Amsterdam, är en nederländsk fotbollsspelare som spelar för Antwerp.

## Klubbkarriär
Den 24 juli 2017 värvades Riedewald av Crystal Palace, där han skrev på ett femårskontrakt. Riedewald debuterade i Premier League den 12 augusti 2017 i en 3–0-förlust mot Huddersfield Town.
Den 13 augusti 2024 värvades Riedewald av belgiska Antwerp, där han skrev på ett ettårskontrakt.

## Landslagskarriär
Den 6 september 2015 debuterade Riedewald för Nederländernas landslag i en 3–0-förlust mot Turkiet.